# Zhao Wei
Zhao Wei (chinois traditionnel : 趙薇 ; chinois simplifié : 赵薇 ; pinyin : Zhào Wēi), parfois appelée Vicki Zhao, est une actrice, chanteuse, réalisatrice et productrice chinoise née le 12 mars 1976 à Wuhu dans la province de l'Anhui.

## Biographie
Zhao Wei est née et a grandi à Wuhu dans la province de l'Anhui, en Chine. Elle y a suivi les cours de l'école élémentaire (Shifan fuxiao) au collège (17th Secondary School Shifan). Après avoir décidé de se lancer dans la carrière d'actrice, Zhao a suivi les cours à l'université de cinéma de Pékin en 2000.
Elle devient très rapidement populaire en jouant le rôle de Little Swallow (小燕子) dans la série télévisée My Fair Princess (还珠格格) en 1997. En 1999, elle remporte un Golden Eagle Award (équivalent des Emmy Awards en Chine continentale) de la meilleure actrice - elle fut d'ailleurs la plus jeune actrice à remporter ce prix. La même année, Zhao Wei se lance aussi dans la chanson et sort son premier album, Swallow. Ensuite, elle continue de jouer dans des séries à succès, quelques films et sort des albums qui se vendent très bien. En 2004, elle remporte le titre d'Actrice la plus populaire au 11e Festival du film étudiant de Pékin pour son rôle dans Les Guerriers de l'empire céleste, même si elle n'avait que 25 lignes de texte dans ce film.
2005 est une très bonne année pour Zhao, après qu'elle remporte la récompense de la meilleure actrice au Festival international du film de Shanghai et aux Huabiao Awards (la plus haute récompense gouvernementale en matière de cinéma). Les deux récompenses étaient pour son rôle dans A Time to Love.
En même temps, elle est classée en quatrième position dans le classement 2005 du magazine Forbes des célébrités chinoises. Sa carrière musicale est récompensée par sa victoire aux Music awards de la chaîne musicale Channel V en 2006 en tant que Artiste féminine la plus populaire et Meilleur clip pour le clip de la chanson Shangguan Yan and I.
Le 6 août 2009, Zhao Wei est élue vice-présidente de la Film Performance Art Academy.
Le 9 juin 2010, elle est confirmée comme l'un des sept juges pour le Prix Coupe d'Or au 13e Festival international du film de Shanghai (SIFF).
En septembre 2016, elle est membre du jury international du 73e Festival de Venise.
Ayant joué dans un film avec Stephen Chow, elle est l'une des « filles de Sing ».
En 2017, elle est membre du jury présidé par Tommy Lee Jones du 30e Festival international du film de Tokyo.
 

### Publicité
Zhao Wei est également depuis juin 2012 ambassadrice de la marque suisse Jaeger-LeCoultre et de la marque de luxe italienne Fendi,.

### Mise au ban et disparition
Le 26 août 2021, Zhao Wei disparait brutalement et est « effacée » de tous les moteurs de recherche sous contrôle de l'État chinois. Ses films deviennent inaccessibles, dont My Fair Princess, l’une des séries les plus populaires du pays sur les plate-formes de téléchargement ; et ses comptes sur les réseaux sociaux sont supprimés. Des rumeurs révèlent qu'elle a fui en France où elle possède trois propriétés : les châteaux Monlot et La Vue à Saint-Émilion, et le château Senailhac à Tresses, qu'elle a acquis avec son époux Huang Youlong,,. Deux semaines plus tard, des photos amateur sont diffusées sur les réseaux sociaux montrant l'actrice dans sa ville natale, Wuhu, dans l'Est de la Chine, qualifiées de « preuve de vie » ; mais aucune explication officielle n'est communiquée sur cette disparition temporaire,.
The Hollywood Reporter signale que « l’actrice et son mari sont très proches de Jack Ma, le magnat d’Alibaba qui s’est récemment, lui aussi, attiré les foudres de Pékin ».
Ce type de « disparitions forcées »  s’ajoute à de nombreux précédents  de personnalités chinoises ayant des profils variés dont les hommes d’affaires Jack Ma et Ren Zhiqiang, de l’artiste Ai Weiwei ou de la sportive chinoise Peng Shuai,. Sa disparition pourrait être liée à la situation de son mari, recherché par l'État chinois ; elle réapparait fin 2024, se disant désormais divorcée.

## Vie privée
Zhao Wei était mariée avec l'entrepreneur dans l'immobilier Huang Youlong. Le couple a une fille. Elle annonce fin 2024 être divorcée.

## Filmographie

### Actrice
- 1995 : Pan Yuliang artiste peintre (Hua hun)
- 1996 : Nü er gu
- 1996 : East Palace West Palace (Dong gong xi gong)
- 1997 : Princess Pearl (TV)
- 1997 : Magic Formula (TV)
- 1998 : Huan zhu ge ge (TV)
- 1998 : Le Roi lion 2 : L'Honneur de la tribu
- 1999 : Kang Xi Incognito Travel 2 (TV)(Kangxi wei fu xi fang ji 2)
- 1999 : Huan zhu ge ge 2 (TV)
- 1999 : Lao fang you xi
- 2000 : Treasure Venture (TV)(Xia nü chuang tian guan)
- 2000 : The Duel (Kuet chin chi gam ji din)
- 2001 : Romance in the Rain (TV)(Qing shen shen yu meng meng)
- 2001 : Shaolin Soccer (Siu lam juk kau)
- 2002 : Chinese Odyssey 2002 (Tian xia wu shuang)
- 2002 : So Close (Chik yeung tin si)
- 2003 : My Dream Girl (Pao zhi nu peng you)
- 2003 : Green Tea (Lü cha)
- 2003 : Les Guerriers de l'empire céleste (Tian di ying xiong)
- 2003 : Goddess of Mercy (Yu guanyin)
- 2005 : A Time to Love (Qing ren jie)
- 2005 : Un moment à Pékin (TV)(Jing hua yan yun)
- 2006 : Mo shan
- 2006 : The Postmodern Life of My Aunt (Yi ma de hou xian dai sheng huo)
- 2007 : The Longest Night in Shanghai
- 2008 : Painted Skin
- 2009 : Les Trois Royaumes (ChiBi)
- 2009 : An Epic of a Woman (TV)
- 2009 : Mulan, la guerrière légendaire
- 2010 : La 14e lame
- 2012 : LOVE
- 2012 : Painted Skin: The Resurrection
- 2014 : Dearest
- 2015 : Tiger Mom (TV)
- 2015 : 12 Golden Ducks
- 2015 : Hollywood Adventures
- 2015 : Lost in Hong Kong
- 2016 : Three

### Réalisatrice

#### Long métrage
- 2013 : So Young
- ?? : No Other Love

#### Documentaire
- 2019 : Starlight

### Scénariste
- 2017 : One Encounter (Court métrage)

### Productrice
- 2015 : Tiger Mom (TV)
- 2015 : Hollywood Adventures
- 2019 : Two Tigers
- 2019 : Qui sont impatients de vous rencontrer (TV)

## Discographie
- 1999: Swallow (小燕子)
- 1999: Magic of Love (爱情大魔咒)
- 2001: Romance in the Rain Original Soundtrack (情深深雨濛濛音乐全记录)
- 2001: The Last Separation (最后一次分手)
- 2004: Afloat (Piao 飄)
- 2005: Double (Double 双)
- 2005：Moment in Peking Original Soundtrack (京华烟云原声带)
- 2007: Angle's Suitcase (天使旅行箱)
- 2009: We are all great directors (我们都是大导演)

Entre 1999 et 2001, les quatre albums de Zhao Wei se vendirent à plus de 3 700 000 exemplaires en Asie. En novembre 2004, son album Piao fut vendu en 300 000 exemplaires en seulement dix jours en Chine continentale. Son sixième album, Double, dépassa les ventes de Piao à sa sortie en juillet 2005.

## Récompenses
Coq d'or
- Meilleure actrice
  - 2009 : Painted Skin
  - 2015 : Dearest
- Meilleur premier film
  - 2013 : So Young ♕

Golden Eagle Awards
- Meilleure actrice
  - 1999 : My Fair Princess ♕

Golden Horse Awards
- Meilleure actrice
  - 2014 : Dearest
- Meilleure actrice dans un second rôle
  - 2002 : Chinese Odyssey 2002
  - 2006 : The Postmodern Life of My Aunt
- Meilleur premier film
  - 2013 : So Young

Feitian Awards
- Meilleure actrice
  - 2007 : Un moment à Pékin

Festival du film de Changchun
- Meilleure actrice
  - 2006 : A Time to Love ♕
  - 2010 : Mulan, la guerrière légendaire ♕

Festival du Film de Pékin étudiants
- Meilleure actrice
  - 2004 : Les Guerriers de l'empire céleste
  - 2015 : Dearest ♕
- Meilleur premier film
  - 2014 : So Young
- Actrice préférée
  - 2004 : Les Guerriers de l'empire céleste ♕
  - 2007 : The Longest Night in Shanghai & The Postmodern Life of My Aunt ♕
  - 2014 : 14 Blades ♕

Festival international du film de Shanghai
- Meilleure actrice
  - 2005 : A Time to Love ♕
- Actrice la plus Attracttive
  - 2007 : The Longest Night in Shanghai ♕

Hong Kong Film Awards
- Meilleure actrice
  - 2010 : Mulan, la guerrière légendaire
  - 2015 : Dearest ♕
- Meilleure actrice dans un second rôle
  - 2008 : The Postmodern Life of My Aunt
  - 2009 : Les Trois Royaumes Part I
  - 2010 : Les Trois Royaumes Part II
- Meilleur de la langue chinoise depuis les deux côtés du film
  - 2014 : So Young ♕

Hong Kong Film Critics Society Awards
- Meilleure actrice
  - 2015 : Dearest ♕

Huabiao Awards(plus haute distinction gouvernementale de cinéma)
- Meilleur réalisateur 
  - 2005 : A Time to Love ♕

Prix des Cent Fleurs
- Meilleur réalisateur 
  - 2014 : So Young ♕
- Meilleure actrice
  - 2004 : Les Guerriers de l'empire céleste
  - 2010 : Mulan, la guerrière légendaire ♕
  - 2016 : Dearest

Shanghai Film Critics Awards
- Meilleure actrice
  - 2010 : Mulan, la guerrière légendaire & 14 Blades ♕
- Meilleur premier film
  - 2013 : So Young ♕

Note : traduction approximative pour le nom exact des récompenses

### Récompenses enChine
- 1999
  - Classement des chansons pop de chine - mention spéciale « Meilleur potentiel »

- 2000  
  - Top 10 des meilleurs personnalités de télévision et de cinéma
  - Sondage du magazine Time Movies/TVs et MTV - Chanteuse la plus populaire
  - Classement dans le Top 20 des Sunshine TV Stars
  - 2e dans le vote des stars les plus populaires organisé par le journal Nan Fang Sheng Ping Bao (6 820 votes)
  - 6e Prosperous World Cup - The Most Beloved New Century Spring Festival Television Program of the Audiences Vote : Artiste féminine la plus populaire
  - Top 10 Artiste award

- 2001 
  - Top 10 des mannequins de publicité les plus populaires (nommée pour les publicités de RedEarth et du téléphone mobile Amoisonic)
  - 2e des Dix meilleurs artistes chinois pour la publicité

- 2002
  - 2e Top Prix Graphique musique chinoise - Meilleure chanson dramatique Romance in the Rain

- 2003 
  - L'actrice la plus branchée (Chine continentale) - Lycra Channel Young Award
  - L'actrice asiatique au meilleur style sur MTV-Chine
  - 3e au classement du magazine Forbes - Les Chinois les plus célèbres
  - Southern City Papers - 4e Chinese Movie Media Awards - Artiste féminine la plus populaire de Chine

- 2004 
  - Piao fait les meilleures ventes d'album en Chine pendant trois semaines
  - Pierre Cardin Awards
  - MTV Style Awards - Meilleure personnalité féminine aux talents multiples
  - Sina 2004 Internet China Award - Meilleure actrice
  - 12e China Music Chart Awards - Meilleure chanson : Gradually
  - 4e au classement du magazine Forbes - Les Chinois les plus célèbres
  - 12e East Music Awards - Meilleure chanson : Gradually, Meilleur Clip Gradually et meilleure performance scénique
  - 5e Pepsi Music Chart Awards - Chanteuse la plus populaire de Chine continentale, Meilleure chanson : Gradually et Rainy Sunday
  - 50 plus belles personnes de Chine
  - 4e Sprite My Choice China Original Music Pop Chart - Meilleure chanson de Chine continentale : Rainy Sunday, Meilleure artiste aux talents multiples, Chanteuse la plus populaire sur internet

- 2005  
  - Classement des meilleurs tubes radio 2004 - Chanteuse la plus populaire de Chine continentale et meilleure chanson  Gradually
  - 5e Top Prix Graphique musique chinoise - Artiste féminine préférée Afloat
  - China Music Chart Awards - Meilleure chanson The Eternal Shakespeare
  - AP Music - Meilleure chanson Piao
  - 10e prix de la société académique du film - Phénix d'Or pour son rôle dans pour Goddess of Mercy
  - China Fashion Award (mode)- Meilleur style de chanteuse, meilleur style d'actrice.
  - 12e ERS Prix Golden Song: Meilleure chanson Gruadually, Meilleure performance sur scène

- 2006  
  - Top dix des actrices - première place pour son rôle dans Moment in Peking
  - Channel V Chinese Music Awards - Chanteuse la plus populaire et Clip le plus populaire de Chine continentale
  - 4e au classement du magazine Forbes - Les Chinois les plus célèbres
  - 13e ERS Prix Golden Song: Meilleure chanson Shang Guan Yan and I, et chanteuse la plus populaire
  - Classement des meilleurs tubes radio 2005 : Chanteuse la plus populaire de Chine continentale et meilleure chanson Shang Guan Yan and I
  - China Music Chart Awards - Meilleure chanson Shang Guan Yan and I

- 2008
  - 8e Top Prix Graphique musique chinoise - Meilleure artiste féminine pour Angle's Suitcase

- 2009
  - 12e prix de la société académique du film - Prix spécial du Jury pour Painted Skin&Red Cliff&The Longest Night in Shanghai

### Récompenses àHong Kong
- 1999 
  - Radio Hong Kong: Artistes - Récompense du meilleur progrès
  - Metro Radio Station: Récompense de la chanteuse la plus populaire

- 2000 
  - Radio Hong Kong: Le 22e Top Dix des chansons chinoises en or - Médaille de bronze de la meilleure chanson en mandarin: There is a Girl
  - 2e cérémonie des chansons en or de la chaine TVB Channel 8 - The Magic of Love

### Récompenses àTaïwan
- 1998
  - Top dix des personnalités les plus incroyables de la télévision

- 2000
  - Most Popular Show Idol (Idole la plus populaire) de Chine / Hong Kong / Taïwan

### Récompenses auxÉtats-Unis
- 2003
  - Sirens of Cinema Magazine - Actrice de l'Année internationale

- 2006
  - Listée dans le classement de People Magazine des 100 personnes les plus belles

### Récompenses dans les autres pays
- 2002
  - Classement organisé par le magazine FHM Singapour, Les 100 femmes les plus sexy du monde : Classée à la première place pour Singapour, première place pour l'Asie, Deuxième place pour le monde.
  - Star vs Leaders (Chart 2): Actrice la plus aimée
  - Récompense du meilleur artiste chinois de la chaîne de télévision International Famous Entertainment Info
- 2006
  - Prix MTV Asie - Artiste préféré Chine continentale

- Autres victimes de disparitions forcées (provisoires ou permanentes) en République Populaire de Chine :
  - Lu Guang
  - Meng Hongwei
  - Peng Shuai
  - Ren Zhiqiang
  - Yue Xin
  - Li Wenliang
  - Fang Bin
  - Chen Qiushi
  - Li Zehua
  - Jack Ma
  - Zhang Zhan
  - Huang Yanling (cf. Enquêtes sur l'origine de la Covid-19)